# Ameerega bilinguis
Ameerega bilinguis es una especie de anfibio anuro de la familia Dendrobatidae. Se distribuye por el suroeste de Colombia (Putumayo), noreste de Ecuador (cuenca del río Napo), y norte de Perú. Habita entre la hojarasca cerca de arroyos en bosques de terra firme y de várzea (bosques inundados estacionalmente) en un rango altitudinal de entre 200 a 700 msnl.
Ponen los huevos en la hojarasca, y los machos transportan, en su espalda, los renacuajos a charcas de agua donde terminarán su desarrollo.